# Friedrich von Schmidlin

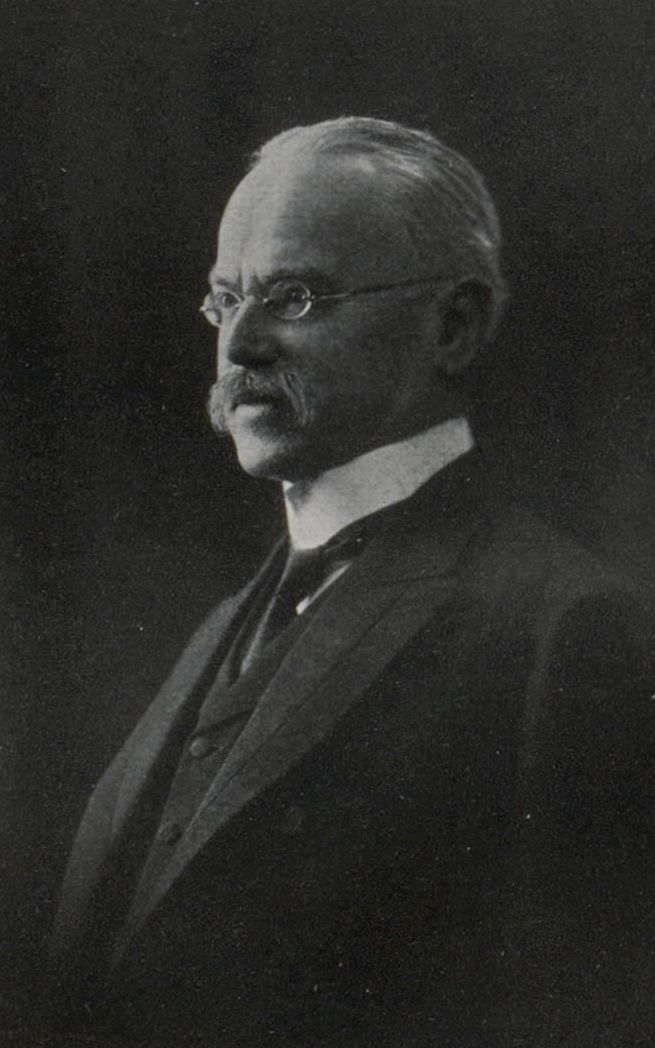
Friedrich von Schmidlin

Karl Friedrich Schmidlin, ab 1902 von Schmidlin, (* 1. September 1847 in Wangen, Oberamt Göppingen; †  1. Mai 1932 in Stuttgart) war Beamter und von 1906 bis 1917 Justizminister des Königreichs Württemberg. 

## Abstammung
Friedrich Schmidlin entstammte einer altwürttembergischen Familie der sogenannten Ehrbarkeit, die viele Theologen und Beamte hervorgebracht hatte. Er war der postum geborene Sohn des in Wangen tätigen evangelischen Pfarrers und Dichters Karl Schmidlin (* 1805;  † 1847) und von dessen Witwe Julie Pauline, geborene von Küster (* 1803; † 1873), Tochter des königlich-preußischen Diplomaten und Wirklichen Geheimen Rats Johann Emanuel von Küster (* 1764; † 1833) aus Berlin. Schmidlins Mutter war eine sehr talentierte Malerin und hinterließ eine Reihe eindrucksvoller Zeugnisse ihres Aufenthalts in Italien sowie vom biedermeierlichen Leben der Pfarrersfamilie im schwäbischen Dorfpfarrhaus Wangen. Schmidlin hatte drei ältere Geschwister, von denen sein älterer Bruder früh verstarb. Friedrich Schmidlins Mutter Julie pflegte eine enge Freundschaft zu ihrer Gönnerin Marie von Weishaar in Köngen, der Witwe des  Politikers Jakob Friedrich von Weishaar. Väterlicherseits war Friedrich Schmidlins Onkel Eduard von Schmidlin württembergischer Kultminister und sein Großvater Christoph Friedrich von Schmidlin württembergischer Innenminister.

## Leben
Seine Kindheit und Schulzeit erlebte Friedrich Schmidlin bei der Familie seiner verwitweten Mutter in Stuttgart und der Patin Marie von Weishaar („Frau Dote“) im Schloss Köngen sowie im Kreis der Großfamilie Schmidlin.  Als Schüler am Eberhard-Ludwigs-Gymnasium gehörte er zu einer ausgewählten Gruppe von Knaben, die gemeinsam mit Prinz Wilhelm, dem späteren König, erzogen wurden. Schmidlin studierte an der Universität Tübingen Rechtswissenschaften und legte die beiden juristischen Prüfungen in den Jahren 1870 und 1871 mit jeweils großem Erfolg ab. Während seiner Studienjahre schloss er sich 1865 der Tübinger Burschenschaft Germania an. Nach einer Zeit als Justizassessoratsverweser  in Brackenheim und beim Stadtgericht Stuttgart trat er 1874 in eine feste Stellung als Justizassessor beim Oberamtsgericht Waiblingen ein. In gleicher Funktion wurde er 1877 in die Zivilabteilung des Stadtgerichts Stuttgart versetzt. Am 1. Oktober 1879 kam er als Landrichter nach Heilbronn und im Oktober 1885 als Landgerichtsrat nach Hall. 1888 erfolgte seine Berufung zum Hilfsrichter an das Oberlandesgericht in Stuttgart und im Dezember 1889 trat er als vortragender Rat in das württembergische Justizministerium ein. Dabei übernahm er das Personalreferat für die höheren Justizbeamten. Seit 1890 versah er zudem im Nebenamt die Funktion eines Kommissars bei der Reichsbankhauptstelle in Stuttgart. Im Oktober 1896 wurde Schmidlin zum Wirklichen Staatsrat und ordentlichen Mitglied des Geheimen Rats befördert, im Sommer 1900 zum Präsidenten des Oberlandesgerichts berufen, wenig später auch zum Präsidenten des Staatsgerichtshofs. Als Nachfolger von Wilhelm August von Breitling erfolgte am 8. Dezember 1906 die Ernennung Schmidlins zum Justizminister in der neu formierten Regierung Weizsäcker.

## Württembergischer Justizminister
Den besonderen Schwerpunkt seiner Amtstätigkeit als württembergischer Justizminister legte Schmidlin auf die Sorge um die Jugend. Insbesondere im Jugendstrafverfahren sollte neben der notwendigen Strafrechtspflege auch der erzieherische Charakter nicht zu kurz kommen. So wurde die sogenannte bedingte Begnadigung ausgestaltet, das Fürsorgeerziehungswesen mit sozialethischen Gesichtspunkten flankiert und die Berufsvormundschaft eingeführt. Den zahlreichen Gnadengesuchen schenkte er große Aufmerksamkeit und entschied selbst kleine und geringfügige Fälle nach gründlicher Prüfung selbst. 
Ein weiterer Schwerpunkt in Schmidlins Amtszeit war die Verbesserung der Ausbildung der Beamten, wozu die Gestaltung des Vorbereitungsdienstes der Referendare gehörte. Am 3. Dezember 1917 trat Schmidlin in den Ruhestand.

## Ehrungen
- 1902 Kommenturkreuz des Ordens der Württembergischen Krone. Damit war der württembergische personengebundene Adelsstand verbunden.[4]
- Großkreuz des Ordens der Württembergischen Krone.[5]
- Großkreuz des Friedrichs-Ordens.[5]
- 1910 anlässlich der Hundertjahrfeier der Universität Berlin hat ihn die juristische Fakultät zum Ehrendoktor der Rechte ernannt